# Grevskabet Wedellsborg
Grevskabet Wedellsborg på Fyn er oprettet den 11. december 1672 af Wilhelm Friedrich friherre Wedell fra Stormarn i Tyskland af hovedgårdene Wedellsborg, Tybrind, Sparretorn, Billeskov og Minendal.
Grevskabet blev senere forøget med Orelund (1835), Frederiksgave (1854) og Billeshave (1867).
Grevskabet blev opløst ved lensafløsningen i 1926.
Wilhelm blev født den 4. december 1640 og døde på Wedellsborg d. 7. februar 1706, han blev optaget i dansk grevelig stand den 20. december 1672 som lensgreve. Wedellsborg Gods er det største gods på Fyn.